# Justin Holbrook

a Compétitions nationales et continentales officielles uniquement.

Justin Holbrook, né le 13 janvier 1976, est un joueur australien de rugby à XIII reconverti en tant qu'entraineur. Il évolue en tant que joueur au poste de demi de mêlée ou de talonneur en Australie à Newcastle, Penrith et aux Roosters. Après sa carrière sportive, il devient entraîneur-adjoint des Roosters puis entraîneur de l'équipe des moins de 21 ans de la sélection australienne. En mai 2017 en cours de saison, il est nommé entraîneur de l'équipe anglaise de St Helens à la suite de l'éviction de Keiron Cunningham pour mauvais résultats.

## Biographie

### Carrière d'entraîneur
Outre son poste d'entraîneur-adjoint des Roosters, Justin Holbrook a également connu des expériences dans les staff de Canterbury Bulldogs, St George-Illawarra et Parramatta.
En mai 2017, Justin Holbrook  est alors entraîneur adjoint aux Roosters aux côtés de Trent Robinson. Il est nommé entraîneur du club anglais de St Helens qui évolue en Super League avec un contrat de deux ans et demi. St Helens est septième du classement et vient de licencier Keiron Cunningham. Sa nomination est voulue par les dirigeants anglais pour permettre au club de retrouver les sommets. Il parvient à vite imprimer sa vision du jeu et St Helens parvient à boucler la saison régulière à la quatrième place. En demi-finale, le club s'incline 22-23 après prolongation contre Castleford (vainqueur de la saison régulière) sur un drop de Luke Gale. Lors de la saison 2018 avec l'arrivée de Ben Barba et la révélation de Daniel Richardson, St Helens survole la saison régulière en la remportant mais s'incline par surprise en demi-finale contre Warrington 13-18, le club subit également un échec en Challenge Cup avec une défaite contre les Dragons Catalans en demi-finale 16-35. La saison 2019 voit de nouveau St Helens écraser la saison régulière de Super League avec trois défaites en vingt-neuf rencontres en comptant sur Jonny Lomax, Lachlan Coote et Thomas Makinson. Fort de ses résultats, Justin Holbrook est nommé entraîneur des Titans de Gold Coast en National Rugby League à compter de 2020. Toutefois, le club subit une défaite en finale de la Challenge Cup contre Warrington  4-18. Holbrook décide alors de présenter sa démission au club en raison des échecs, mais le club maintient sa confiance et désire qu'Holbrook termine sa saison. Qualifié pour la phase finale de la Super League, St Helens confirme cette fois-ci son succès avec une victoire 40-10 contre Wigan en demi-finale et une victoire 23-6 contre Salford pour s'offrir son quatorzième titre de Championnat.

## Palmarès
- Collectif :
  - Vainqueur de la Super League : 2019 (St Helens).
  - Finaliste de la Challenge Cup : 2019 (St Helens).

- Individuel :
  - Nommé meilleur entraîneur de Super League : 2019 (St Helens).

### Performances d'entraîneur
| Club      | Début      | Fin             | Résultats |
| --------- | ---------- | --------------- | --------- |
| St Helens | 4 mai 2017 | 12 octobre 2019 |           |